# Hlohovice
Hlohovice är en ort i Tjeckien.   Den ligger i regionen Plzeň, i den västra delen av landet, 60 km väster om huvudstaden Prag. Hlohovice ligger 439 meter över havet och antalet invånare är 344.
Terrängen runt Hlohovice är varierad.Runt Hlohovice är det ganska glesbefolkat, med 29 invånare per kvadratkilometer. Närmaste större samhälle är Rokycany, 16,7 km söder om Hlohovice. Trakten runt Hlohovice består till största delen av jordbruksmark.